# Acanthopsylla woodwardi
Acanthopsylla woodwardi är en loppart som först beskrevs av Rothschild 1904.  Acanthopsylla woodwardi ingår i släktet Acanthopsylla och familjen Pygiopsyllidae. Inga underarter finns listade i Catalogue of Life.